# Biatlo nos Jogos Paralímpicos de Inverno de 2018 - 15 km masculino
As provas de 15 km masculino do biatlo nos Jogos Paralímpicos de Inverno de 2018 foram disputadas no Centro de Biatlo Alpensia, em Daegwallyeong-myeon, Pyeongchang, em 16 de março.

## Medalhistas
| Medalha | Atletas sentados   | Atletas em pé       | Deficientes visuais                             |
| ------- | ------------------ | ------------------- | ----------------------------------------------- |
| Ouro    | GER Martin Fleig   | CAN Mark Arendz     | UKR Vitaliy Lukyanenko / Ivan Marchyshak (guia) |
| Prata   | USA Daniel Cnossen | FRA Benjamin Daviet | UKR Oleksandr Kazik / Sergiy Kucheryaviy (guia) |
| Bronze  | CAN Collin Cameron | NOR Nils-Erik Ulset | FRA Anthony Chalençon / Simon Valverde (guia)   |

## Resultados

### Atletas sentados
| Pos. | Bib | Atleta                    | Penalidades  | Tempo real | Tempo calculado | Resultado | Diferença |
| ---- | --- | ------------------------- | ------------ | ---------- | --------------- | --------- | --------- |
| 01 ! | 37  | GER Martin Fleig          | 0 (0+0+0+0)  | 52:02.1    | 49:57.2         | 49:57.2   | —         |
| 02 ! | 30  | USA Daniel Cnossen        | 1 (0+0+0+1)  | 49:42.7    | 49:42.7         | 50:42.7   | +45.5     |
| 03 ! | 26  | CAN Collin Cameron        | 1 (0+1+0+0)  | 52:04.1    | 49:59.1         | 50:59.1   | +1:01.9   |
| 4    | 36  | UKR Taras Rad             | 2 (0+0+1+1)  | 49:03.6    | 49:03.6         | 51:03.6   | +1:06.4   |
| 5    | 35  | KOR Sin Eui-hyun          | 3 (0+2+0+1)  | 49:20.7    | 49:20.7         | 52:20.7   | +2:23.5   |
| 6    | 29  | USA Aaron Pike            | 0 (0+0+0+0)  | 54:41.4    | 52:30.1         | 52:30.1   | +2:32.9   |
| 7    | 27  | KOR Lee Jeong-min         | 3 (1+1+1+0)  | 51:07.1    | 51:07.1         | 54:07.1   | +4:09.9   |
| 8    | 28  | BLR Yauheni Lukyanenka    | 2 (0+1+1+0)  | 52:21.8    | 52:21.8         | 54:21.8   | +4:24.6   |
| 9    | 31  | USA Andrew Soule          | 4 (0+0+4+0)  | 50:51.2    | 50:51.2         | 54:51.2   | +4:54.0   |
| 10   | 34  | BLR Dzmitry Loban         | 4 (0+0+4+0)  | 52:10.1    | 52:10.1         | 56:10.1   | +6:12.9   |
| 11   | 33  | NOR Trygve Steinar Larsen | 4 (1+0+2+1)  | 52:20.9    | 52:20.9         | 56:20.9   | +6:23.7   |
| 12   | 25  | POL Kamil Rosiek          | 1 (0+0+1+0)  | 55:35.1    | 55:35.1         | 56:35.1   | +6:37.9   |
| 13   | 21  | KAZ Sergey Ussoltsev      | 3 (2+0+0+1)  | 55:34.8    | 55:34.8         | 58:34.8   | +8:37.6   |
| 14   | 23  | GBR Scott Meenagh         | 5 (0+0+3+2)  | 53:58.1    | 53:58.1         | 58:58.1   | +9:00.9   |
| 15   | 32  | UKR Maksym Yarovyi        | 9 (3+1+2+3)  | 59:02.5    | 50:46.6         | 59:46.6   | +9:49.4   |
| 16   | 22  | CHN Gao Xiaoming          | 7 (3+0+1+3)  | 53:41.4    | 53:41.4         | 1:00:41.4 | +10:44.2  |
| 17   | 24  | CHN Du Mingyuan           | 13 (4+3+4+2) | 53:07.9    | 53:07.9         | 1:06:07.9 | +16:10.7  |

### Atletas em pé
| Pos. | Bib | Atleta                   | Penalidades | Tempo real | Tempo calculado | Resultado | Diferença |
| ---- | --- | ------------------------ | ----------- | ---------- | --------------- | --------- | --------- |
| 01 ! | 73  | CAN Mark Arendz          | 0 (0+0+0+0) | 45:07.6    | 42:52.2         | 42:52.2   | —         |
| 02 ! | 75  | FRA Benjamin Daviet      | 1 (0+0+1+0) | 47:04.7    | 42:50.5         | 43:50.5   | +58.3     |
| 03 ! | 72  | NOR Nils-Erik Ulset      | 0 (0+0+0+0) | 49:33.8    | 44:06.7         | 44:06.7   | +1:14.5   |
| 4    | 71  | UKR Grygorii Vovchynskyi | 1 (0+1+0+0) | 45:37.3    | 43:47.8         | 44:47.8   | +1:55.6   |
| 5    | 74  | UKR Ihor Reptyukh        | 3 (0+0+2+1) | 43:47.3    | 42:02.2         | 45:02.2   | +2:10.0   |
| 6    | 69  | UKR Vitalii Sytnyk       | 0 (0+0+0+0) | 50:31.8    | 48:00.2         | 48:00.2   | +5:08.0   |
| 7    | 64  | KAZ Alexandr Gerlits     | 4 (0+3+0+1) | 47:26.5    | 45:04.2         | 49:04.2   | +6:12.0   |
| 8    | 70  | JPN Keiichi Sato         | 3 (2+0+1+0) | 48:35.8    | 46:39.2         | 49:39.2   | +6:47.0   |
| 9    | 66  | KOR Kwon Sang-hyeon      | 2 (0+0+1+1) | 50:51.8    | 48:49.7         | 50:49.7   | +7:57.5   |
| 10   | 62  | CHN Wu Junbao            | 2 (0+0+1+1) | 55:50.9    | 49:08.8         | 51:08.8   | +8:16.6   |
| 11   | 68  | GER Steffen Lehmker      | 6 (0+4+0+2) | 47:09.6    | 45:16.4         | 51:16.4   | +8:24.2   |
| 12   | 67  | UKR Serhii Romaniuk      | 6 (2+2+1+1) | 47:49.5    | 45:54.7         | 51:54.7   | +9:02.5   |
| 13   | 63  | JPN Masaru Hoshizawa     | 4 (1+0+2+1) | 52:11.5    | 50:06.2         | 54:06.2   | +11:14.0  |
| 14   | 65  | FIN Juha Harkonen        | 4 (1+1+0+2) | 53:01.0    | 51:25.6         | 55:25.6   | +12:33.4  |
| 15   | 61  | USA Ruslan Reiter        | 9 (2+3+1+3) | 52:12.1    | 50:06.8         | 59:06.8   | +16:14.6  |

### Deficientes visuais
| Pos. | Bib | Atleta                                       | País              | Penalidades | Tempo real | Tempo calculado | Resultado | Diferença |
| ---- | --- | -------------------------------------------- | ----------------- | ----------- | ---------- | --------------- | --------- | --------- |
| 01 ! | 123 | Vitaliy Lukyanenko Guia: Ivan Marchyshak     | UKR Ucrânia       | 1 (0+1+0+0) | 44:12.9    | 44:12.9         | 45:12.9   | —         |
| 02 ! | 118 | Oleksandr Kazik Guia: Sergiy Kucheryaviy     | UKR Ucrânia       | 2 (0+0+1+1) | 49:33.3    | 43:36.5         | 45:36.5   | +23.6     |
| 03 ! | 119 | Anthony Chalençon Guia: Simon Valverde       | FRA França        | 0 (0+0+0+0) | 52:53.6    | 46:32.8         | 46:32.8   | +1:19.9   |
| 4    | 124 | Anatolii Kovalevskyi Guia: Oleksandr Mukshyn | UKR Ucrânia       | 3 (0+2+0+1) | 44:06.8    | 43:40.3         | 46:40.3   | +1:27.4   |
| 4    | 125 | Iurii Utkin Guia: Ruslan Perekhoda           | UKR Ucrânia       | 1 (0+0+1+0) | 46:08.0    | 45:40.3         | 46:40.3   | +1:27.4   |
| 6    | 120 | Dmytro Suiarko Guia: Vasyl Potapenko         | UKR Ucrânia       | 4 (1+1+2+0) | 45:15.5    | 44:48.3         | 48:48.3   | +3:35.4   |
| 7    | 122 | Vasili Shaptsiaboi Guia: Yuryi Liadau        | BLR Bielorrússia  | 4 (1+1+1+1) | 46:17.6    | 45:49.8         | 49:49.8   | +4:36.9   |
| 8    | 115 | Oleksandr Makhotkin Guia: Denys Nikulin      | UKR Ucrânia       | 2 (0+0+2+0) | 48:39.1    | 48:39.1         | 50:39.1   | +5:26.2   |
| 9    | 116 | Thomas Dubois Guia: Bastien Sauvage          | FRA França        | 2 (0+1+0+1) | 55:58.0    | 49:15.0         | 51:15.0   | +6:02.1   |
| 10   | 117 | Nico Messinger Guia: Lutz Peter Klausmann    | GER Alemanha      | 4 (0+1+1+2) | 48:49.5    | 48:20.2         | 52:20.2   | +7:07.3   |
| 11   | 121 | Iaroslav Reshetynskiy Guia: Nazar Stefurak   | UKR Ucrânia       | 8 (2+4+2+0) | 45:30.7    | 45:03.4         | 53:03.4   | +7:50.5   |
| 12   | 112 | Choi Bo-gue Guia: Kim Hyun-woo               | KOR Coreia do Sul | 2 (0+1+1+0) | 53:59.8    | 53:59.8         | 55:59.8   | +10:46.9  |
| 13   | 113 | Kazuto Takamura Guia: Yuhei Fujita           | JPN Japão         | 4 (0+2+0+2) | 1:00:46.9  | 53:29.3         | 57:29.3   | +12:16.4  |
| 14   | 111 | Kairat Kanafin Guia: Anton Zhdanovich        | KAZ Cazaquistão   | 8 (2+3+2+1) | 52:45.8    | 52:14.1         | 1:00:14.1 | +15:01.2  |
| —    | 114 | Piotr Garbowski Guia: Jakub Twardowski       | POL Polônia       | 6 (3+3)     | DNF        | DNF             | DNF       | DNF       |

Legenda
| Recorde mundial      | Recorde mundial (World record)               |                       | Recorde africano                      | Recorde africano (African) |                                           | Q | Classificado por posição (Qualified) |
| Recorde paralímpico  | Recorde paralímpico (Paralympic record)      | Recorde da América    | Recorde da América (Americas)         | q                          | Classificado por melhor tempo (Qualified) |   |                                      |
| Melhor marca do ano  | Melhor marca do ano (World leading)          | Recorde asiático      | Recorde asiático (Asian)              | DNS                        | Não largou (Did not start)                |   |                                      |
| Recorde nacional     | Recorde nacional (National record)           | Recorde europeu       | Recorde europeu (European)            | DNF                        | Não terminou (Did not finish)             |   |                                      |
| Recorde pessoal      | Recorde pessoal do atleta (Personal best)    | Recorde da Oceania    | Recorde da Oceania (Oceania)          | DSQ / DQ                   | Desclassificado (Disqualified)            |   |                                      |
| Recorde da temporada | Recorde da temporada do atleta (Season best) | Recorde sul-americano | Recorde sul-americano (South America) | NM                         | Sem marca (No mark)                       |   |                                      |